# Быковка (приток Москвы)
Быковка — река в Московской области России, левый приток Москвы. Протекает по территории городского округа Жуковский и Раменского района.
Быковка — бывшее русло реки Пехорки. Течения в реке почти нет, она представляет собой цепочку озёр. Гидроним Быковка отсутствует на картах XIX века и появляется только на советских картах первой половины XX века.
Река Быковка отходит от Пехорки неподалёку от деревни Михнево. Течёт на юго-восток. Устье реки находится в 103 км по левому берегу реки Москвы. Вблизи устья через Быковку перекинут мост подъезда к городу Жуковскому от автомобильной дороги М-5 «Урал».

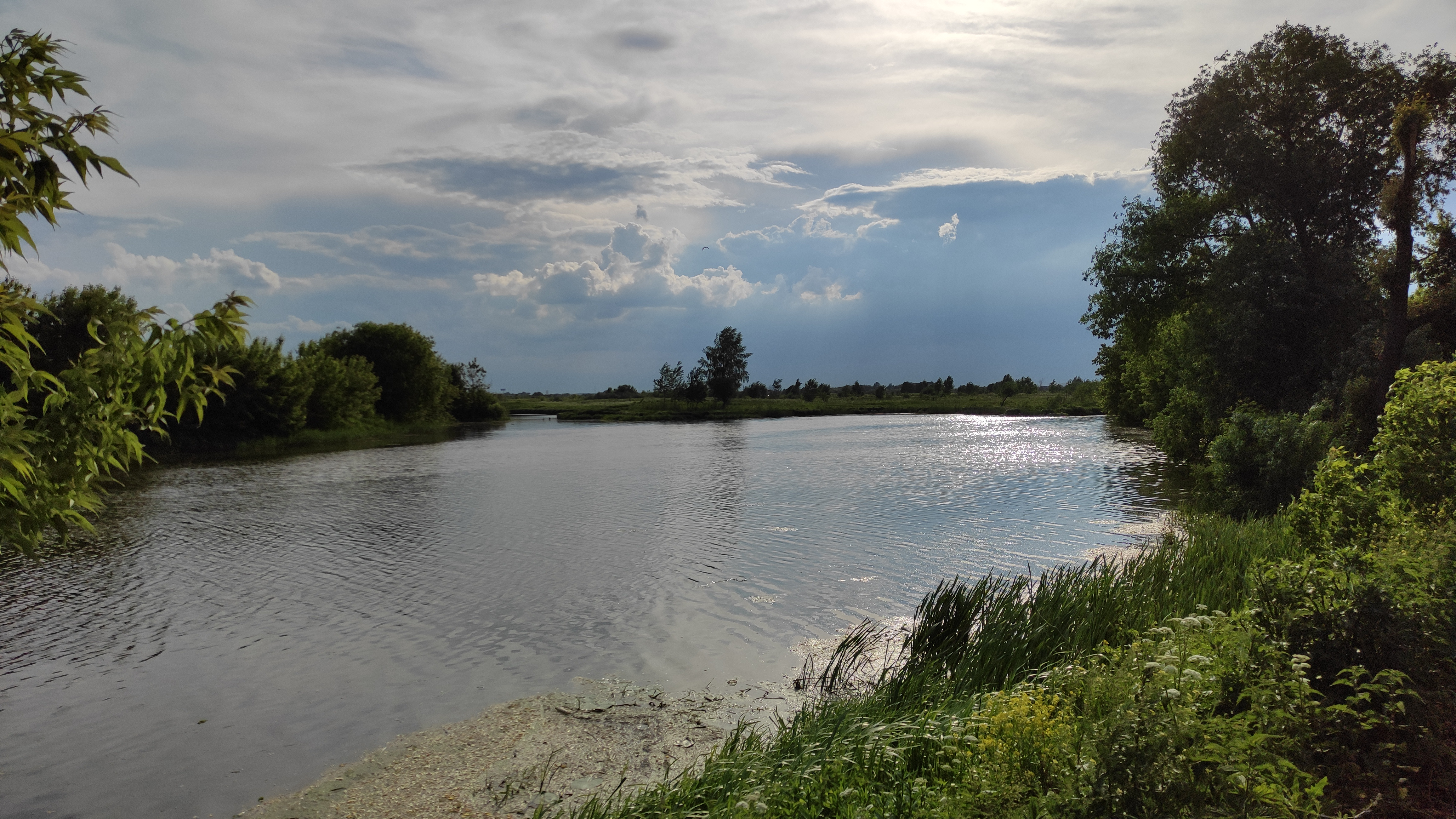
Река Быковка в г. Жуковском, период полноводья, вид с левого берега

Длина реки составляет 11 км, площадь водосборного бассейна — 21,7 км². Питание преимущественно снеговое.

## Данные водного реестра
По данным государственного водного реестра, России относится к Окскому бассейновому округу. Речной бассейн — Ока, речной подбассейн — бассейны притоков Оки до впадения Мокши, водохозяйственный участок — Москва от водомерного поста в деревне Заозерье до города Коломны.